# Workforce management
Workforce management (WFM) omfatter alle de aktiviteter, der er nødvendige for at sikre, at virksomheden har effektive medarbejdere. WFM kan bruges til at planlægge og sikre, at det er de rigtige medarbejdere, der udfører det rette job på det rette tidspunkt og med basis i arbejdstider og opgaver skabes overblik til at de får den rigtige løn.
Personaleplanlægning er også en del af WFM for både den kortsigtede og langsigtede planlægning.
Der foretages registrering af arbejdstid, eventuelt fravær og årsager til, at medarbejderen ikke er mødt på jobbet. Dette er udgangspunkt for, at lønnen bliver korrekt udbetalt. Det er ofte et stort arbejde i en organisation, hvis der er mange overenskomster samt lokale individuelle aftaler.
Denne registrering giver mulighed for at gennemføre analyser af produktivitet og fravær. Dermed kan WFM samtidig være et redskab for ledelsen til at optimere driften, finde besparelser og undersøge, hvor produktiviteten er mindre end den burde være og hvorfor.
Tidligere var Workforce management kun et spørgsmål om tidsregistrering. Stempelure, som har været en del af hverdagen siden industrialiseringen slog igennem i 1800-tallet ogfindes stadig, men i mindre omfang end tidligere. Nu er det et ledelsesredskab som kan bruges til fælles målfastsættelse mellem ledere og medarbejdere.
Workforce management er primært vokset ud fra industrivirksomhedernes behov. Der er derfor en naturlig tilknytning til ERP og SCM. Det dækker dog bredere. Ofte bruges udtrykket “Komme-gå-registrering” eller “Tidsregistrering” som synonymer er for workforce management.

## Workforce management software
Workforce management kan bruges i alle dele af virksomheden. Men især i produktionen er det blevet vidt udbredt, og i industrien har det fundet stor udbredelse. I servicevirksomheder har WFM endnu ikke slået igennem for alvor.
Der er specialsoftware indenfor ERP og CRM, men indenfor HR er det stadig excel regneark, som er mest udbredt eller tidsregistrering. Det giver ofte et stort arbejde for dem,der arbejder med lønadministration, og samtidig er der ofte fejl i tallene, og det kan give anledning til unødvendige diskussioner mellem arbejdsgiver og arbejdstager.
Der er ofte udfordringer med at styre medarbejderstaben, så man får de bedst egnede til at løse den konkrete opgave. Og til de billigst mulige omkostninger. Workforce Management software kan sikre overblik og dermed den højest mulige produktivitet i virksomheden.
Det danske arbejdsmarked er underlagt både national og EU lovgivning, samt overenskomster og kontrakter med medarbejdere. Det er med til at øge fejlmulighederne, og her kan Workforce Management være et nyttigt redskab for lønadministrationen.